# Lista de conflitos envolvendo Laos

## Tabela
| Conflito                                                | Combatente 1                                     | Combatente 2 | Resultado |
| ------------------------------------------------------- | ------------------------------------------------ | --- | --- |
| Primeira Guerra da Indochina (1946–1954)                | Viet Minh Pathet Lao Khmer Issarak               | França · Camboja · Reino do Laos · Estados Unidos                                                                                    | Vitória - Conferência de Genebra; Francês Indochina particionado em quatro países. |
| Guerra Civil do Laos (1953–1975)                        | Pathet Lao Vietnã do Norte                       | Reino do Laos · Vietnã do Sul · Tailândia · Estados Unidos · Taiwan                                                                  | Vitória - Vitória do Pathet Lao e o estabelecimento da República Democrática Popular do Laos. |
| Guerra do Vietnã (1959–1975)                            | Vietnã do Norte Viet Cong Khmer Rouge Pathet Lao | Estados Unidos · Vietnã do Sul · Coréia do Sul · Austrália · Nova Zelândia · Tailândia · Filipinas · Reino do Laos · República Khmer | Vitória - Retirada das forças norte-americanas da Indochina. - Dissolução do Vietnã do Sul. - Governos comunistas tomarem o poder em Governo Provisório Revolucionário da República do Vietnã do Sul, Camboja e Laos. |
| Conflito Hmong (1975–2007)                              | Vietnã · Laos · União Soviética                  | Hmong Estados Unidos | Vitória - Insurreição debelada. |
| Conflito fronteiriço entre Tailândia e Laos (1984)      | Laos · Vietnã                                    | Tailândia · Estados Unidos | Vitória |
| Conflito fronteiriço entre Tailândia e Laos (1987–1988) | Vietnã · Laos                                    | Tailândia | Vitória - Retirada Tailandesa, status quo ante bellum |